# Rheum tataricum
Rheum tataricum är en slideväxtart som beskrevs av Carl von Linné d.y.. Rheum tataricum ingår i släktet rabarbersläktet, och familjen slideväxter. Inga underarter finns listade i Catalogue of Life.